# Velvet Darkness They Fear
«Velvet Darkness They Fear» — другий студійний альбом норвезького метал-гурту Theatre of Tragedy. Реліз відбувся 18 серпня 1996 року.

## Список композицій
Автор слів Раймонд Іштван Рохоній, окрім пісні "Der Tanz der Schatten", яку написали by Рохоній, Герард Магін та Тіло Вольф, автор музики Theatre of Tragedy, окрім вказаних. 
| #     | Назва                               | Автор музики                       | Тривалість |
| ----- | ----------------------------------- | ---------------------------------- | ---------- |
| 1.    | «Velvet Darkness They Fear»         |                                    | 1:05       |
| 2.    | «Fair and 'Guiling Copesmate Death» |                                    | 7:05       |
| 3.    | «Bring Forth Ye Shadow»             | Theatre of Tragedy and Pål Bjåstad | 6:49       |
| 4.    | «Seraphic Deviltry»                 |                                    | 5:09       |
| 5.    | «And When He Falleth»               | Theatre of Tragedy and Pål Bjåstad | 7:09       |
| 6.    | «Der Tanz der Schatten»             | Theatre of Tragedy and Pål Bjåstad | 5:27       |
| 7.    | «Black as the Devil Painteth»       |                                    | 5:27       |
| 8.    | «On Whom the Moon Doth Shine»       |                                    | 6:15       |
| 9.    | «The Masquerader and Phoenix»       |                                    | 7:35       |
| 52:00 |                                     |                                    |            |

## Учасники запису
- Раймонд Іштван Рохоній — чоловічий вокал
- Лів Крістін — жіночий вокал.
- Томмі Ліндаль — гітари
- Гаєр Фліккайт — гітари
- Лоренц Аспен — клавіші
- Айрек Салтро — бас-гітара
- Хайн Фрод Хансен — ударні